# Championnat de Malte de football 1953-1954
Navigation
Saison précédente Saison suivante
La saison 1953-1954 de First Division Maltaise était la trente-neuvième édition de la première division maltaise.
Lors de cette saison, le Floriana FC a tenté de conserver son titre de champion face aux sept meilleurs clubs maltais lors d'une série de matchs se déroulant sur toute l'année.
Les huit clubs participants au championnat ont été confrontés à deux reprises aux sept autres.
C'est le Sliema Wanderers FC qui a été sacré champion de Malte pour la treizième fois.

## Les huit clubs participants
| Club                | Stade             | Capacité | Ville      |
| ------------------- | ----------------- | -------- | ---------- |
| Birkirkara-Luxol    | Infetti Ground    | 2 000    | Birkirkara |
| Floriana FC         | -                 | -        | Floriana   |
| Hamrun Spartans     | Victor Tedesco    | 6 000    | Hamrun     |
| Paola Hibernians FC | Hibernians Ground | 8 000    | Paola      |
| Melita FC           | -                 | -        | San Ġiljan |
| Rabat FC            | -                 | -        | Rabat      |
| Sliema Wanderers FC | Guze Fava Ground  | 4 000    | Sliema     |
| La Vallette FC      | -                 | -        | La Valette |

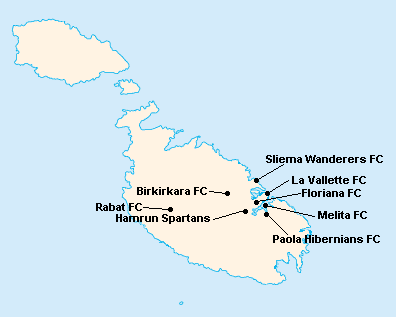
Localisation des clubs engagés dans le championnat.

L'île de Malte étant relativement petite, les clubs évoluent tous au stade National Ta'Qali (17 400 places). Certain cependant ont leur propre enceinte qu'ils peuvent éventuellement utiliser.

## Compétition

### Classement
| Rang | Équipe              | Pts | J  | G | N | P  | Bp | Bc | Diff |
| ---- | ------------------- | --- | -- | - | - | -- | -- | -- | ---- |
| 1    | Sliema Wanderers FC | 20  | 14 | 9 | 2 | 3  | 31 | 16 | +15  |
| 2    | Floriana FC (T) (C) | 19  | 14 | 8 | 3 | 3  | 26 | 17 | +9   |
| 3    | Hamrun Spartans     | 16  | 14 | 6 | 4 | 4  | 25 | 17 | +8   |
| 4    | Rabat FC            | 16  | 14 | 6 | 4 | 4  | 25 | 18 | +7   |
| 5    | La Vallette FC      | 13  | 14 | 5 | 3 | 6  | 17 | 20 | -3   |
| 6    | Paola Hibernians FC | 12  | 14 | 5 | 2 | 7  | 16 | 23 | -7   |
| 7    | Birkirkara FC       | 10  | 14 | 3 | 4 | 7  | 11 | 16 | -5   |
| 8    | Melita FC (P)       | 6   | 14 | 3 | 0 | 11 | 9  | 33 | -24  |

| Légende : Qualifications et relégations | Légende : Qualifications et relégations                                                     |
| --------------------------------------- | ------------------------------------------------------------------------------------------- |
|                                         | Relégation en Second Division Maltaise                                                      |
|                                         | (T) : Tenant du titre 1952-1953 (P) : Promu en 1952-1953 (C) : Vainqueur du Trophée Rothman |

## Bilan de la saison
| Tableau d'Honneur       |                     |
| Compétition             | Vainqueur           |
| First Division Maltaise | Sliema Wanderers FC |
| Trophée Rothman         | Floriana FC         |

| Promotions et relégations            |                 |
| Relégués en Second Division Maltaise | Melita FC       |
| Promus de Second Division Maltaise   | St. George's FC |